# Annalena Tonelli
Annalena Tonelli (Forlì, 2 aprile 1943 – Borama, 5 ottobre 2003) è stata una missionaria italiana cattolica. Fu insignita dall'Alto commissariato delle Nazioni Unite per i rifugiati del prestigioso premio Nansen per l'assistenza ai profughi (Nansen Refugee Award), il 25 giugno 2003. Dedicò circa trentatré anni della sua vita all'attività di volontaria in Kenya e Somalia, prima di venir trucidata da un commando nel 2003.

## Biografia
Annalena era secondogenita in una famiglia di cinque figli: i genitori erano il Dott. Guido e Teresina Bignardi. Entrambi i genitori, originari di Castel Guelfo di Bologna, dopo un brevissimo periodo passato a Milano, giungono a Forlì nel 1941 dove il padre lavorerà presso il locale Consorzio agrario mentre la mamma si occuperà dei numerosi figli. A cinque anni frequenta la scuola elementare «Melozzo degli Ambrogi», poi le medie «Giovanni Pascoli» e infine il liceo classico «G.B. Morgagni». Al termine del liceo, nel 1961, si iscrive alla facoltà di legge a Bologna e subito dopo parte con l'American Field Service per Boston, a Cambridge dove frequenta l'ultimo anno della scuola, conseguendo il diploma a pieni voti. Nel 1962 torna a Bologna e riprende gli studi.
Pur essendo impegnata nello studio, lavora alla creazione dell'opera "Opera Don Pippo" che si occupa di «ragazze svantaggiate e rifiutate dalle loro famiglie». S'interessa dell'assistenza alle famiglie che allora risiedevano nel «Casermone», «la bidonville della mia città», del quale presenta all'allora commissario prefettizio la realtà abitativa con una serie di diapositive; collabora con la S. Vincenzo de' Paoli; si iscrive alla FUCI della quale diviene presidente; coinvolge le sorelle e diverse amiche nell'assistenza ai bambini presso il brefotrofio, «una istituzione per bambini non voluti nati fuori dal matrimonio»; s'interessa ai problemi del Terzo Mondo promuovendone la conoscenza anche attraverso film, conferenze e organizzando il primo campo di Chiffonniers (cenciaiolo) al quale partecipò l'Abbé Pierre; ispira la fondazione del «Comitato per la lotta contro la fame nel mondo» di cui fa poi parte. Il Comitato nasce nel 1963 come gruppo apartitico e non religioso. S'interessa anche del carcere minorile e frequenta il gruppo di preghiera di don Arturo Femicelli presso la chiesa del Miracolo. Nel ’67, nella sua ricerca di radicalità evangelica, pone con mamma Chiara a Lagrimone (PR) la prima pietra per la costruzione del monastero delle clarisse francescane «Regina Mundi».

### Il Kenya primo solco di Missione
Nel '68 si laurea a Ferrara con una tesi su «La responsabilità penale del minore». L'anno successivo parte per Chinga (Nyeri), Kenya, come insegnante di scuola superiore delle Missioni Consolata di Torino. Durante il mese di vacanze estive va con le Piccole Sorelle di Cuneo in Uganda per assistere alla visita di papa Paolo VI e a novembre termina il servizio a Chinga. Fa domanda per lavorare direttamente alle dipendenze del governo del Kenya, a condizione di essere assegnata a Wajir. Questo era, infatti, il villaggio nel deserto del nord-est del Kenya che aveva in precedenza visitato e scelto perché rispondeva alla sua esigenza di «predicare il vangelo con la vita» nel mondo musulmano, secondo la spiritualità di Charles de Foucauld.

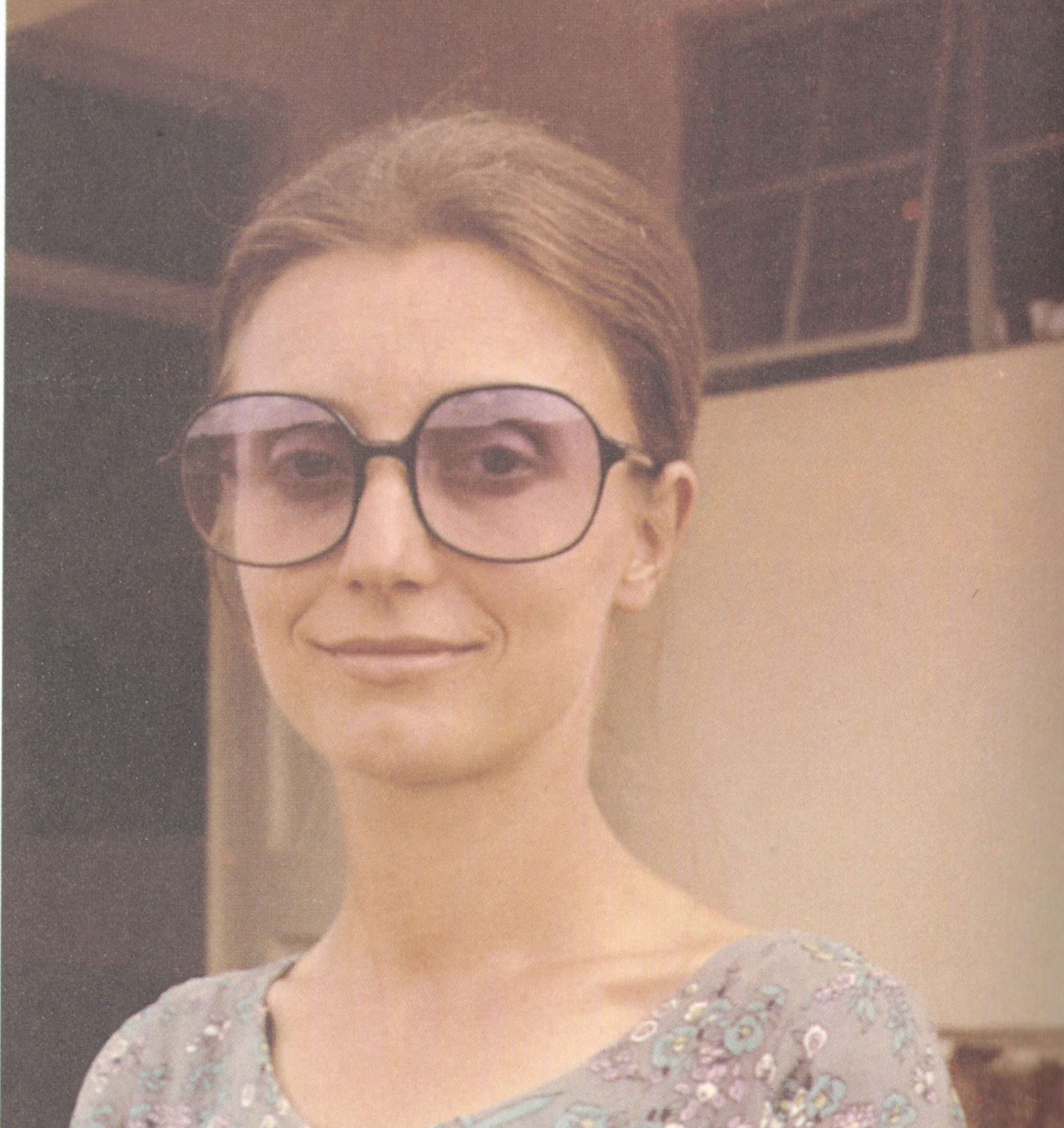
Annalena Tonelli ritratta a Mandera nel 1973

A febbraio del 1970 inizia a insegnare presso la Scuola superiore maschile di Wajir (inglese e letteratura africana, biologia, matematica e storia) e il 14 marzo viene raggiunta dalla prima compagna, Maria Teresa. Nel 1972 le viene regalato dall'autorità locale un terreno sul quale sorgerà il Centro di riabilitazione. In maggio ne inizia la recinzione, in agosto arriva la seconda compagna: Liliana, il 20 novembre firma il contratto di costruzione che inizierà in dicembre. A febbraio viene inviata dal governo come preside a Mandera, una cittadina al confine tra Somalia ed Etiopia e le viene assegnata una casa nella quale vivrà con le compagne, mentre a Wajir prosegue la costruzione del Centro. In ottobre viene raggiunta dalla terza compagna: Maria Assunta. Altre compagne a periodi più o meno lunghi si avvicenderanno nel tempo.

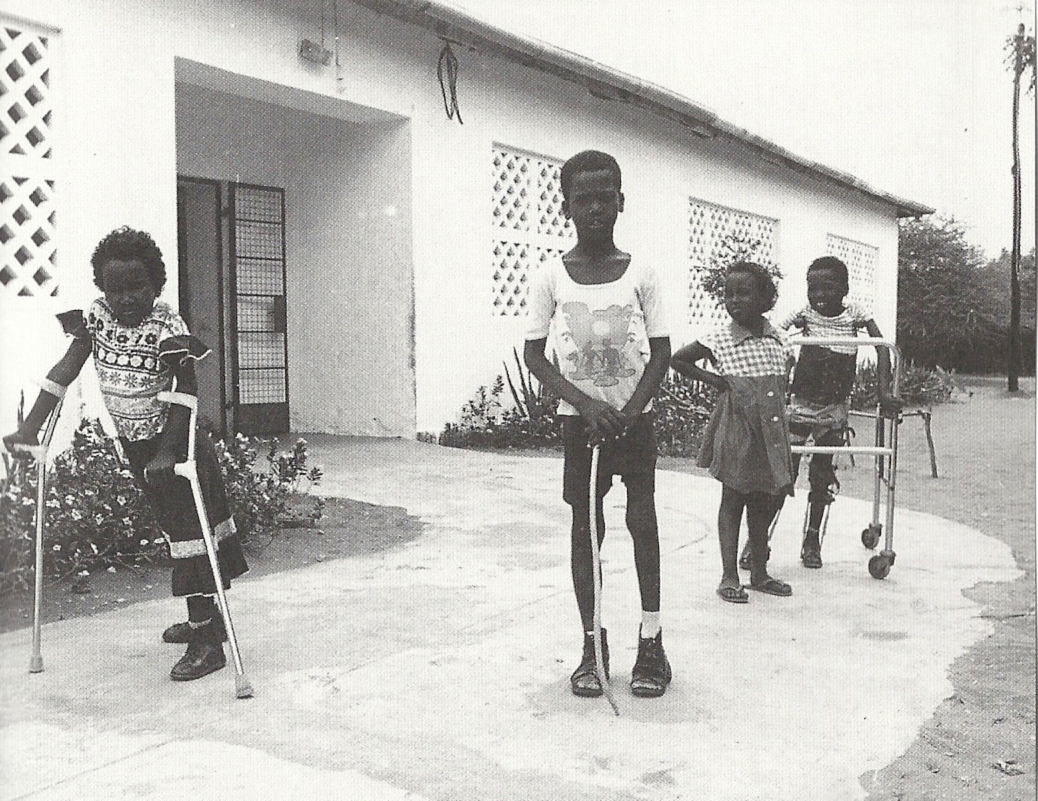
Alcuni bambini in cura al centro di riabilitazione (1974)

Torna poco dopo a Wajir e lascia l'insegnamento alle dipendenze del governo per dedicarsi al servizio di malati e poveri. Annalena scrive nel 1990 nel curriculum vitae: «Fondato, con tre compagne, una fisioterapista, un’infermiera, ed un’assistente sociale, il Walaal Farahsan Rehabilitation Centre for the Disabled in Wajir, Provincia del Nord-Est del Kenya. Nel centro facevamo riabilitazione nel senso più vasto della parola. Ci occupavamo in particolare dei malati di Poliomielite e di quelli con danni cerebrali. Ci occupavamo anche di ciechi e sordi che portavamo a scuole speciali nel down country. Per i disabili organizzammo una sala di fisioterapia, una bottega per lavori di ortopedia, un asilo, due classi a livello elementare, un centro di educazione speciale per pazienti psichiatrici, un laboratorio di taglio e cucito, attività di giardinaggio e falegnameria Abbiamo accuratamente evitato di approntare un grande modello, ma abbiamo organizzato tutte le attività per renderle immediatamente fruibili come Centro Diurno. Nel corso di questi 12 anni abbiamo insegnato a 24 ex- pazienti le varie fasi della nostra attività. La presenza di quegli operatori con altre tre italiane e una fisioterapista tedesca giunta più tardi per unirsi alla nostra comunità favorirono un servizio esteso ad un gran numero di derelitti, malati terminali e socialmente esclusi. Il centro era aperto giorno e notte. Come il tempo passava diventavamo parte sempre più vitale della comunità locale. Tutte insieme abbiamo condiviso battaglie, successi e fallimenti tentando di vivere una migliore qualità di vita come fratelli e sorelle di un SOLO DIO e come parte inseparabile di quel mondo».'

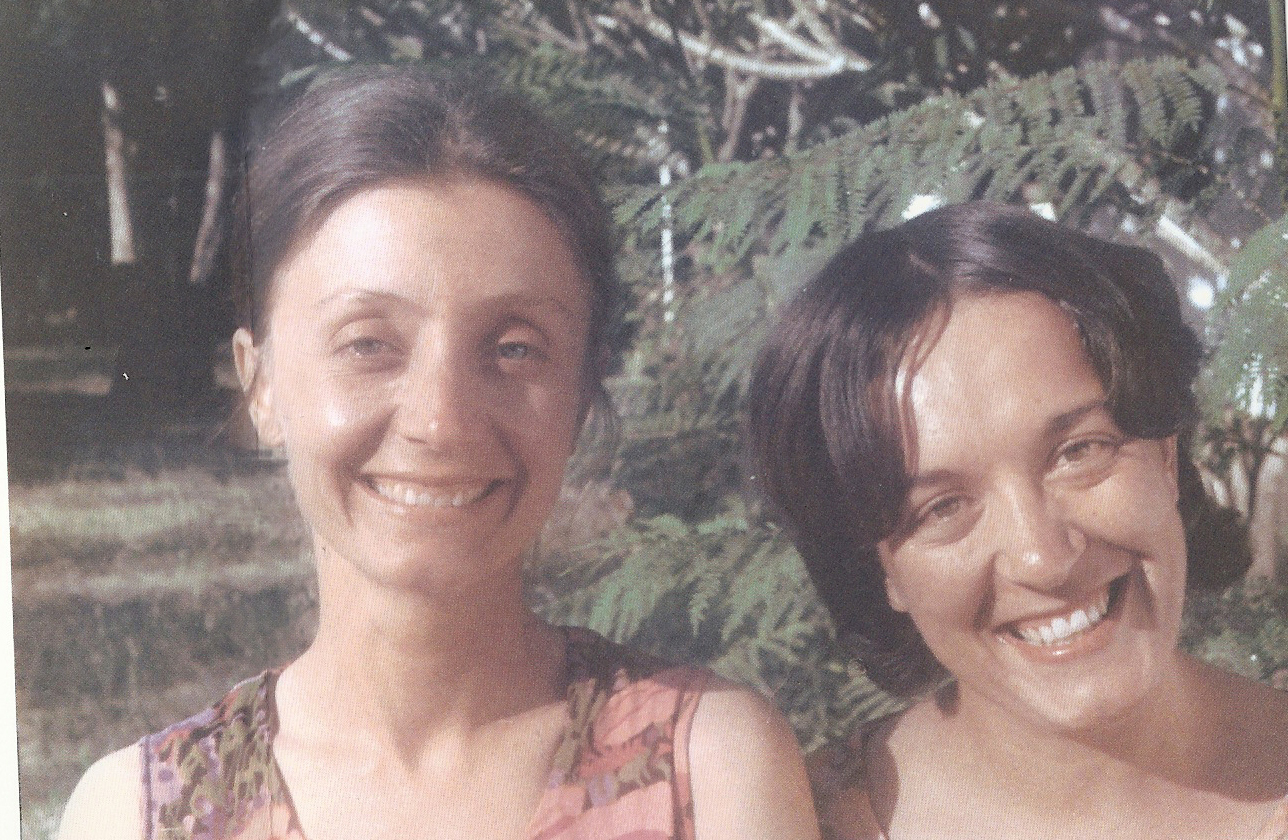
Annalena Tonelli e Maria Teresa Battistini (1974)

Nel 1975 Annalena e Maria Teresa sono vittime di un attacco e vengono picchiate selvaggiamente da una banda di ladri. Nel terreno su cui sorge il Centro di riabilitazione inizia la costruzione dell'eremitaggio «unico al mondo» che chiamerà «Beata Angelina» e nel quale verranno sparse, secondo la sua volontà, le sue ceneri nel 2003.
Il 1º settembre 1976, su richiesta del Ministero della Sanità, come supervisore di tutto il programma, apre la TB Manyatta ai primi pazienti. È questo un servizio agli ammalati di tubercolosi che impegnerà Annalena per la maggior parte del suo tempo. Si rivelerà un'opera di estremo successo specie per l'applicazione del DOT. Si tratta di un metodo di somministrazione dei farmaci antitubercolari che sono direttamente consegnati al paziente, che deve deglutirli di fronte a un operatore. Annalena scrive ancora nel suo curriculum vitae: «Il progetto era pensato specificamente per il controllo della tubercolosi tra i nomadi somali del deserto del Kenya… Insieme allo staff keniota ci occupammo di tutti gli aspetti della salute incluso il trattamento, i suoi effetti collaterali, la ricerca dei contatti. Con le mie compagne ci interessavamo dell’aspetto sociale dando lavoro ai pazienti e alle loro famiglie, terapie occupazionali e follow-up per i dimessi. Nel corso dei nove anni in cui mi sono occupata del progetto sono stati trattati e accuditi 1500 pazienti. Il tasso di default (ricadute) dal trattamento antitubercolare in questa società nomade diminuì drasticamente quando aumentammo gli aiuti alle famiglie anche con l’inizio dei lavori alla Manyatta con le sue capanne tradizionali in un campo ai confini della città».

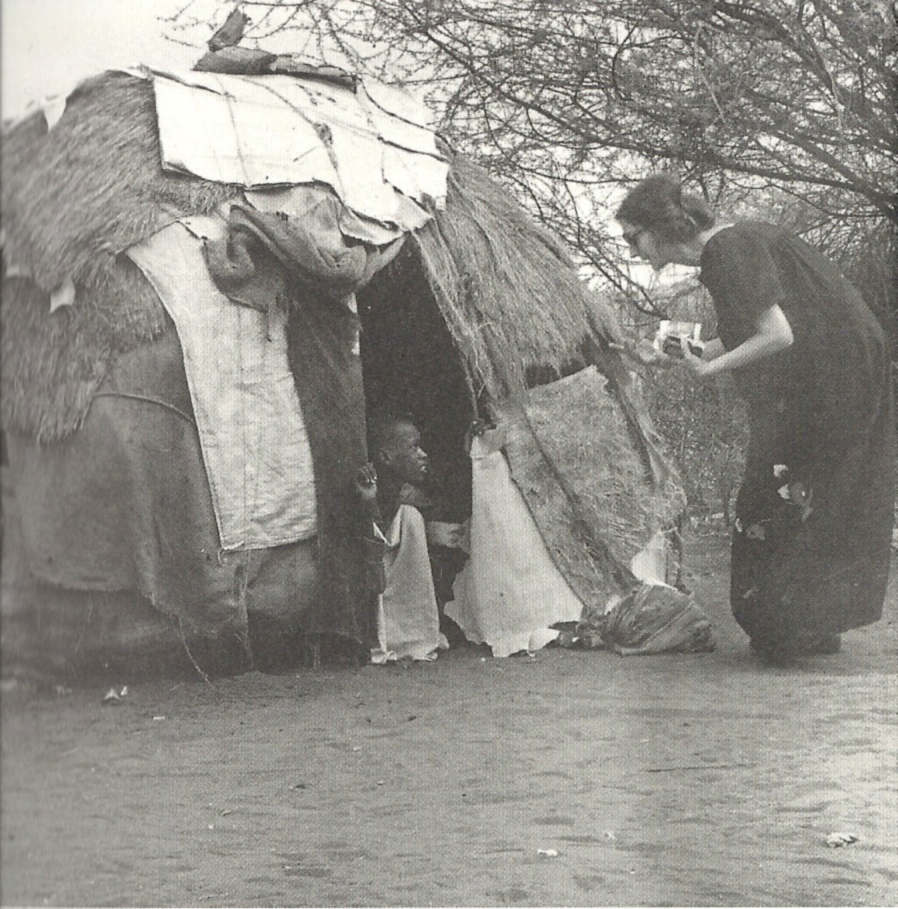
Annalena Tonelli davanti ad una capanna della TB Manyatta (1977)

Il 10 febbraio 1984 inizia il massacro di Wagalla . Tonelli è coinvolta nel recupero dei corpi e nella cura dei feriti. Viene più volte richiamata dalla polizia e fatta bersaglio di diversi attentati. Riesce comunque a mandare a Nairobi, alle ambasciate straniere, fotografie di mucchi di cadaveri e feriti e con l'aiuto di amici a fermare l'eccidio che mirava allo sterminio della tribù dei Degodia.
1985 Ormai sola con Linda e Inge continua nel suo servizio con i pazienti della Bismillhai Manyatta e del Centro di riabilitazione. Poi, nel tentativo di farsi dimenticare e a causa delle continue vessazioni, si stabilisce dalle piccole sorelle a Eastleigh (Nairobi) e frequenta un corso di somalo, ma il 5 agosto viene espulsa dal paese, in tre giorni, come "ospite non gradita". In ottobre-novembre-dicembre si ritira nella comunità monastica di Monteveglio, poi a Cerbaiolo, eremo francescano aggrappato alla rupe e affacciato su boschi fitti, a 4 km da Pieve S. Stefano. Annalena s'immerge in quell'oasi di pace, il cuore traboccante perché lì vi entrano tutti gli «amati beni lasciati a Wajir,i poveri, i malati… ne ho il corridoio e la cella affollati e sono disposta a cedere loro ogni giorno i posticini più ambiti e più vicini alla stufa e poi io li riscaldo con tutto il bene, la tenerezza, la nostalgia che dilaga dal mio cuore».
1986 Il 4 gennaio muore il padre, e lei si ritira per vari mesi in diversi eremi: Montevecchio di Romagna, Gamogna e di nuovo Cerbaiolo. In ottobre frequenta un corso di leprologia a Fontilles (Spagna).A dicembre è con Pina a Mogadiscio; incontra i «figli» che vengono dal Kenya con Linda e Maria Teresa.
Visita il Basso Giuba, il lebbrosario dell'isola Alessandra (nome italiano di una delle isole) alla ricerca di un eventuale nuovo «solco di missione».

### Il rientro in Africa - la Somalia secondo solco di Missione
1987 Gennaio-novembre: ottiene dal Consolato somalo il Visa per un anno di volontariato gratuito a Belet-Weyne (400 km da Mogadiscio). Affiancando gli operatori dell'IMT imposta un lavoro di monitoraggio della tbc per tutta la regione dell'Hiran-Galgaduud e mette in funzione il vecchio dispensario alla periferia della città. «Ho prestato servizio volontario con l’Italian Medical Team, un Organismo dell’Istituto Italo Africano, che si occupava da cinque anni del Programma di Salute Primaria nella regione Hiran-Galgaduud in Somalia. Ero incaricata di tutto il lavoro di Controllo della Tubercolosi che comprendeva attività ambulatoriali e cura dei ricoverati in un Sanatorio con 50 letti alla periferia di Beled Weyne, capitale regionale. Con l’aiuto di colleghi mi occupai di programmazione, sviluppo e valutazione del programma e preparai operatori sanitari somali nel campo del controllo della tubercolosi».
Si verificano i primi casi di violenza, sequestri e bombardamenti nel nord da parte dei ribelli al regime di Siad Barre che dal 1969 detiene il potere. La repressione governativa è brutale: Amnesty International registra un alto record di violazione dei diritti umani.
In dicembre entra clandestina con un visto turistico in Kenya e si rifugia nella casa di Joe Morris (operatore della ONG tedesca CBM e amico fedelissimo sin dai primi anni ’70),dove può accoglierei «figli» e i tanti «amati beni» che la raggiungono a turno dal deserto di Wajir. Queste visite si ripeteranno quasi ogni anno sino al 1996, ma la corrispondenza è proseguita sempre intensa e regolare con tanti di loro sino alla fine.
1988  Gennaio-febbraio-marzo-aprile: ottiene il diploma in «Tropical Community Medicine and Health» a Liverpool. A fine anno si prepara per tornare a Beled Weyne con un contratto annuale con l'IMT come esperta di controllo della tubercolosi. «Aumentai a 105 il numero di letti nel sanatorio di Beled Weyne e nell'ambulatorio trattavamo circa 200 pazienti al giorno. Aprii un nuovo ambulatorio antitubercolare a Bulla Burte che ben presto giunse a curare 100 persone al giorno e aumentai considerevolmente il numero di pazienti a Jalalaqsi».
1989 In luglio: viene ucciso a Mogadiscio in cattedrale il vescovo Pietro Colombo, una delle poche voci che avevano denunciato gli eccidi. Ha inizio una guerra civile che il governo reprime duramente.
1990 Agosto: aggredita e sequestrata a Beled Weyne, per tre giorni, assieme alla sua équipe medica, da una delle tre formazioni in lotta contro il governo. Portati sino al confine etiope, sorpresi da una pattuglia di truppe regolari, sono investiti da una raffica di proiettili. Tutti i ribelli sono uccisi e i cooperanti italiani liberati e trasferiti a Mogadiscio.Torna in Italia.
1991 Gennaio: Siad Barre fugge, deposto dal Congresso che lo sostituisce col moderato Ali Mahdi, presidente provvisorio; il generale Aidid non lo riconosce e ha inizio la guerra civile. Marzo: rientra in una Somalia distrutta. Fa ripulire la città di Mogadiscio ingombra di cadaveri insepolti. Ci sono folle di profughi e moribondi, case, fabbriche e moschee scoperchiate. Presso il SOS, una ONG austriaca, organizza per la popolazione affamata un centro nutrizionale; riattiva l'ospedale Forlanini totalmente abbandonato dal personale medico, mentre imperversano i combattimenti in una città spaccata in due dalla linea verde che separa i quartieri dominati dalle due fazioni rivali che si sono divise la città.
Giovani «morian», come animali selvaggi, assaltano convogli e case assetati di rapina e violenze. Comincia a organizzare un centro per la cura della tubercolosi a Merka, l'antica città araba sulla costa a 60 km a sud, dove c'è sì una drammatica situazione umanitaria, ma non infuriano i combattimenti, e per tutto il ’91 fa la spola Mogadiscio- Merka.
Maggio: il Somaliland proclama l’indipendenza e la separazione dalla Somalia.
Dicembre: a Mogadiscio è di nuovo aggredita e minacciata di morte assieme all’amica Antonietta, la vita viene loro miracolosamente risparmiata.

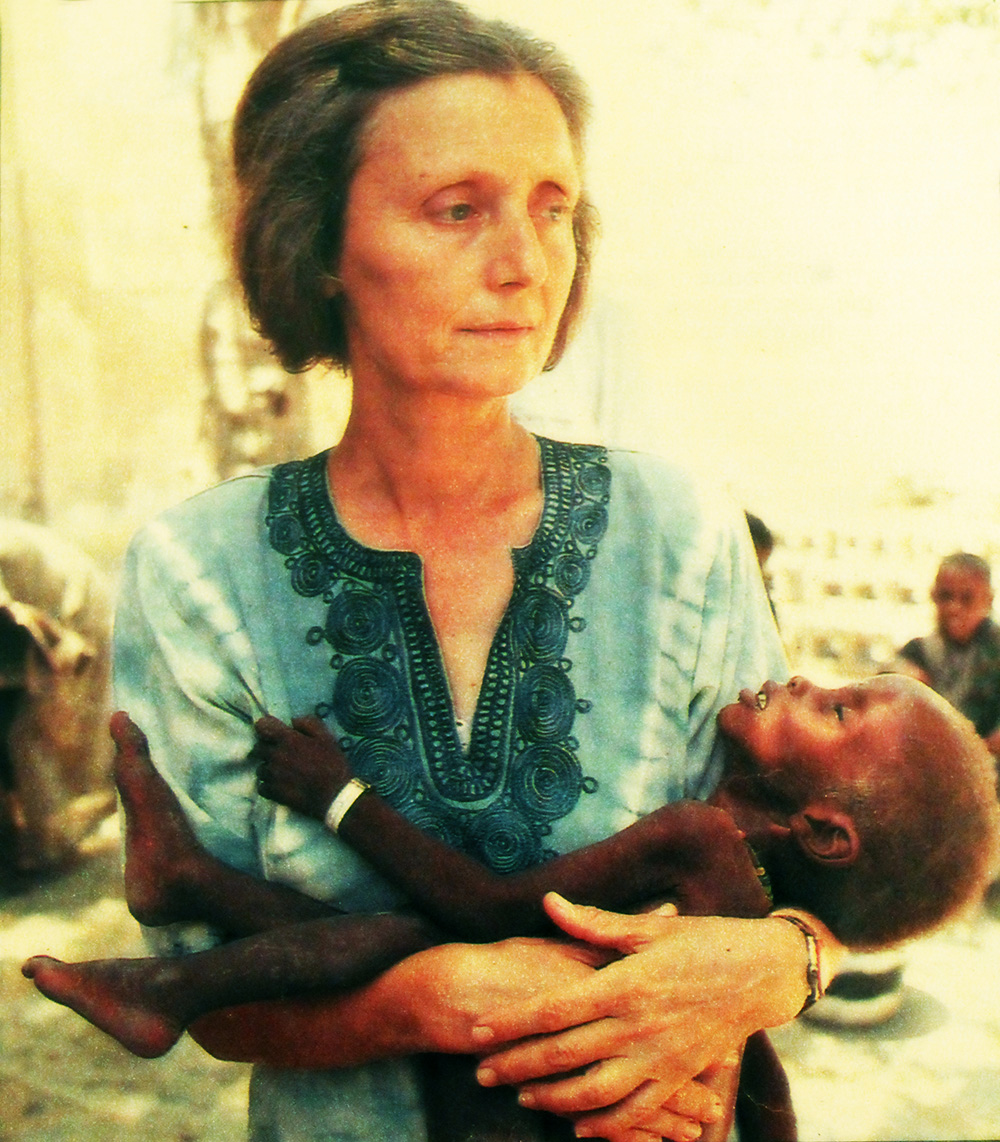
Annalena tiene in braccio un bambino, l'immagine struggente del dramma della Somalia (Merca)

1992-1993 A Merka: riattiva il porto in disuso da 25 anni per consentire l’arrivo di aiuti umanitari internazionali; gestisce con il dott. Mario Neri una struttura ospedaliera per malati di Tbc; inizia scuole e un centro nutrizionale.
Dicembre: Operazione Restore Hope, una forza multinazionale guidata dagli USA per disarmare le milizie di Aidid, seguita da tentativi vari (Unosom I e Unosom II) dell’ONU dimissioni peacekeeping.Tutti i militari si ritirano nel marzo 1995 registrando un totale fallimento dell’avventura somala; è per la Somalia l’abbandono internazionale.
1993 Al largo del porto di Merka, a bordo della S. Giorgio della Marina militare italiana, le viene consegnata l’onorificenza di cavaliere della Repubblica. Ottobre: a seguito di richieste di denaro, estorsioni, minacce e soprusi, dopo inutili riunioni con i vecchi dei clan per spiegare che la sua opera non poteva essere di continuo ostacolata, decide di congelare il programma dei malati.
1994 Marzo: a Mogadiscio in un agguato vengono uccisi la giornalista Ilaria Alpi e il suo operatore Miran Hrovatin. Luglio: consegna la gestione dell’ospedale alla Caritas italiana, che invia la dott.ssa Graziella Fumagalli. Rientra in Italia.
1995 Si ritira per un anno sabbatico nei diversi eremi che le offrono un’ospitalità anonima, discreta e di radicale isolamento: Cerbaiolo, Castagnolo di Civitella, Campello sul Clitunno. Ottobre: viene uccisa a Merka Graziella Fumagalli. Annalena interrompe la vita eremitica per partire di nuovo.

### Il Somaliland terzo solco di Missione
Nel 1996 decide di stabilirsi a Borama, nel Somaliland, un Paese in pace. Avvia il programma di cura della Tbc nell'ospedale di pochi posti letto. L’OMS le fornisce tutti i farmaci antitubercolari, lei applica il metodo DOT (Directly Observed Therapy) con tale dedizione e competenza che nell'anno 2000 si registra un calo vertiginoso di malati (quasi la metà del primo anno). Apre scuole di alfabetizzazione e di Corano per i malati.
Dal Kenya la raggiunge Mohamud, un ragazzo sordo a cui aveva offerto l'opportunità di studiare. Con lui organizza una scuola per bambini sordi, la prima scuola speciale in tutta la Somalia. La BBC somala viene a fare un servizio: Mohamud vive il suo momento di gloria. Altre ragazze somale poliomielitiche riabilitate a Wajir negli anni Settanta riescono a raggiungere Borama pur muovendosi con pesanti apparecchi ortopedici. A dicembre arriva anche Daud, l'amato figlio allevato con altri cinque fino al momento dell'espulsione dal Kenya.
L'arrivo di malati dalla Somalia, dall'Etiopia, da Gibuti la costringe a installare tende intorno all'ospedale. L'UNHCR (Alto commissariato per i rifugiati) si offre di costruire due reparti per il centro Tbc. La cosa suscita polemiche e timori di contagio per la popolazione, che guarda con sospetto l'afflusso eccessivo di ammalati anche di AIDS.
1998 A settembre è inviata dall'OMS al Cairo come temporary advisor e referente per la Somalia sulla Dot’s policy che vorrebbe implementare in tutti i Paesi del Terzo Mondo. Sarà invitata negli anni successivi come esperta nei meeting internazionali a Beirut, Damasco, Rabat, Amman, in Namibia. Organizza poi a Borama un «Eye camp» per un'équipe di medici oculisti kenioti, sponsorizzati da CBM, che per una settimana operano pazienti.
2000  giugno: primo incontro con la comunità degli anziani e delle autorità sul problema delle FGM (mutilazioni genitali femminili).
Ottobre: il comitato italiano di UNICEF le offre il premio annuale per la pace; non viene in Italia dichiarando «Sono spiritualmente incapace di accettare premi». Il dott. Ahmed Askar, somalo originario di Borama, arriva dalla Finlandia per assumere la responsabilità dell'ospedale. A fine anno grande evento a Nairobi: per le pressioni enormi dei membri del parlamento, il governo ammette il crimine di Wagalla del 1984, chiede perdono per il massacro. La BBC ne parla per giorni e giorni.
2001 Novembre: invitata a Roma dal Pontificio consiglio per la pastorale della salute, accetta soprattutto per le pressioni degli amici italiani. Il testo, unica testimonianza della sua vita, sarà considerato il suo testamento spirituale.
2002 Intensa attività di clinica TB con infermieri e laboratoristi nei villaggi sino al confine con Djibouti, organizza incontri con gli anziani anche per sensibilizzare la gente sul problema della FGM.
Marzo: per cinque giorni si ripete il «miracolo» di 450 ciechi che vedono dopo l'intervento dell'Eye Unit di Nairobi. Al personale e ad alcuni pazienti dà una maglietta con la scritta in somalo di un «silenzioso» versetto del Vangelo di Giovanni: «Ero cieco e ora vedo».
Ottobre-novembre: manifestazioni contro Annalena perché accoglie anche i malati di AIDS e «contagia una comunità di puri». Pare che sia tutto orchestrato dall'avidità di alcuni capi che la accusano follemente di prendere tutti i contratti delle Nazioni Unite senza lasciare loro spazio per ottenere denaro. Dimostrazioni varie, cartelli, sassaiole. Parte della popolazione, il ministro dell'Interno, quello della Sanità la sostengono e le assicurano solidarietà e protezione. Dopo un mese di ostilità incontra per un confronto diretto e franco tutti i principali leader delle manifestazioni che imprevedibilmente confessano in pubblico di aver sbagliato, chiedono perdono. «Non ho bisogno di perdonare nessuno… è stato il trionfo della ignoranza e durezza di cuore… e poi credo che la Croce è al centro della storia dell’umanità e solo attraverso la croce tutto acquista un senso».
2003 Febbraio: un anziano inglese, pilota al tempo di Wagalla, ufficiale di polizia inviato dal governo, viene ad annunciarle che si sta preparando il suo ritorno trionfale in Kenya, dopo la deposizione del presidente Moi. «Io non voglio nessuna “riabilitazione”. Non voglio raccontare il massacro. Non voglio imperversare contro i criminali di allora».
Marzo: solenne manifestazione pubblica in cui le tradizionali «circumcisers» (le donne che praticano l’infibulazione e la circoncisione) rinunciano pubblicamente al loro lavoro, consegnano gli strumenti di demolizione con una dichiarazione di «rinuncia per amore di Allah» e Annalena dà loro un impiego o una somma in denaro per iniziare un’altra attività.
25 giugno, Ginevra: l’UNHCR le consegna il prestigioso premio Nansen (istituito nel 1954) per la dedizione nei suoi ultimi 35 anni alle comunità somale. Lo accetta a fatica e solo per attirare l’attenzione del mondo sulla martoriata Somalia.
30 giugno, Forlì: primo e ultimo incontro pubblico nell’auditorium della Cassa dei Risparmi, che non riesce a contenere l’enorme afflusso di gente. Torna a Borama. Luglio-settembre: nuove manifestazioni di ostilità, minacce, persecuzioni e calunnie. «Un movimento folle di rifiuto della verità,della giustizia,della compassione». Accetta di fare una missione di supervisione dei centri Tbc in Sud Sudan.
28 settembre: accoglie con gratitudine Ahmed e Dahaba Noor da Wajir, ultimo incontro con i volti amati del suo deserto.
5 ottobre, ore 19: al rientro dopo la visita serale agli ammalati, viene uccisa da due sicari con un colpo alla nuca. Muore dopo circa mezz'ora e l’inutile dono del loro sangue da parte di alcuni malati. Le sue ceneri sono state sparse, come aveva espressamente chiesto, nell’eremo di Wajir «sulla sabbia del deserto più amato del mondo».
Poche lapidarie parole su un foglietto scritto a mano: «Non parlate di me che NON avrebbe senso, MA date gloria al Signore per gli infiniti indicibilmente grandi doni di cui ha intessuto la mia vita. Ed ora tutti insieme incominciamo a servire il Signore, perché fino ad ora ben poco noi abbiamo fatto».

## La marcia della pace
Il 7 ottobre 2012, si è svolta la Prima Marcia della Pace Sulle orme di Annalena Tonelli ed Ernesto Balducci, da Forlì a Bertinoro.